# Texas Public Radio

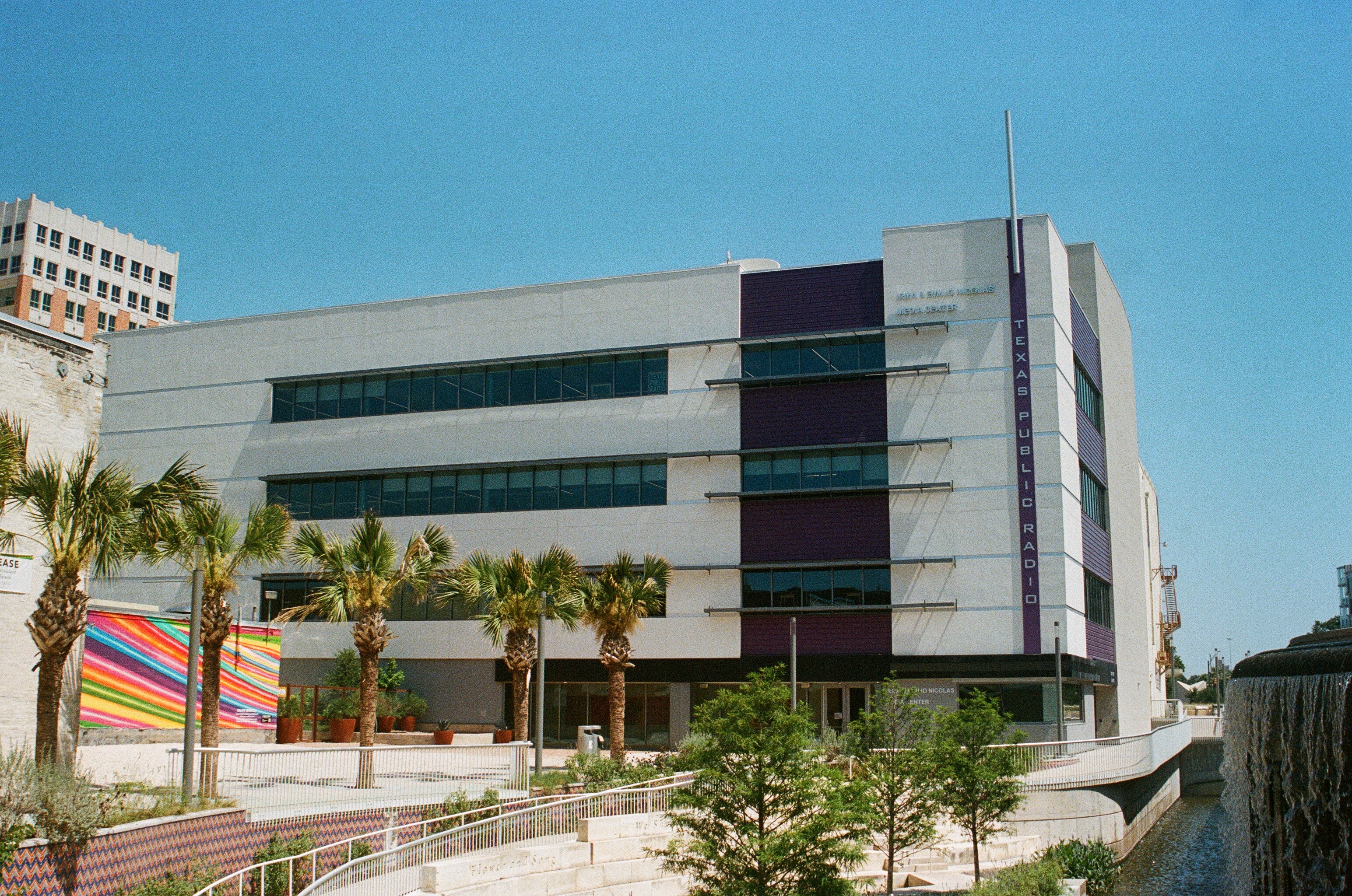
Texas Public Radio's Irma & Emilio Nicolas Center, San Antonio (2023)

Texas Public Radio (TPR) ist der Zusammenschluss einer Reihe von Public Radio Stationen in Texas. Alle Stationen sind Affiliates des National Public Radio. Sitz der Organisation ist San Antonio. Seit 2014 ist Joyce Slocum Präsidentin und CEO von TPR.

## Angeschlossene Stationen
Insgesamt sind sieben Stationen dem Texas Public Radio angeschlossen.
| Rufzeichen | Standort       | Frequenz (UKW/Mittelwelle) | Sendeleistung | Format         |
| ---------- | -------------- | -------------------------- | ------------- | -------------- |
| KPAC       | San Antonio    | 88,3 MHz                   | 69 kW         | Klassik-Sender |
| KSTX       | San Antonio    | 89,1 MHz                   | 72 kW         | News & Talk    |
| KTPR       | Stanton        | 89,9 MHz                   | 100 kW        | News & Talk    |
| KTPD       | Del Rio        | 89,3 MHz                   | 25 kW         | News & Talk    |
| KCTI       | Gonzales       | 1450 kHz                   | 1 kW          | News & Talk    |
| KTXI       | Fredericksburg | 90,1 MHz                   | 50 kW         | Klassik-Sender |
| KVHL       | Llano          | 91,7 MHz                   | 1,5 kW        | News & Talk    |

## Geschichte
Texas Public Radio wurde 1988 gegründet und hatte zunächst den Status einer Non-Profit-Organisation 501(c)3 ). TPR entstand aus dem Zusammenschluss der "Classical Broadcasting Society of San Antonio" und dem "San Antonio Community Radio".